# Dansebåten
Dansebåten var ett norskt musikprogram på NRK mellan 1995 och 1996 med Gunvor Hals som programledare. I programmet följde man med på SS Norway under dess resa till Karibien, ombord spelade svenska och norska dansband.